# Corythornis thomensis

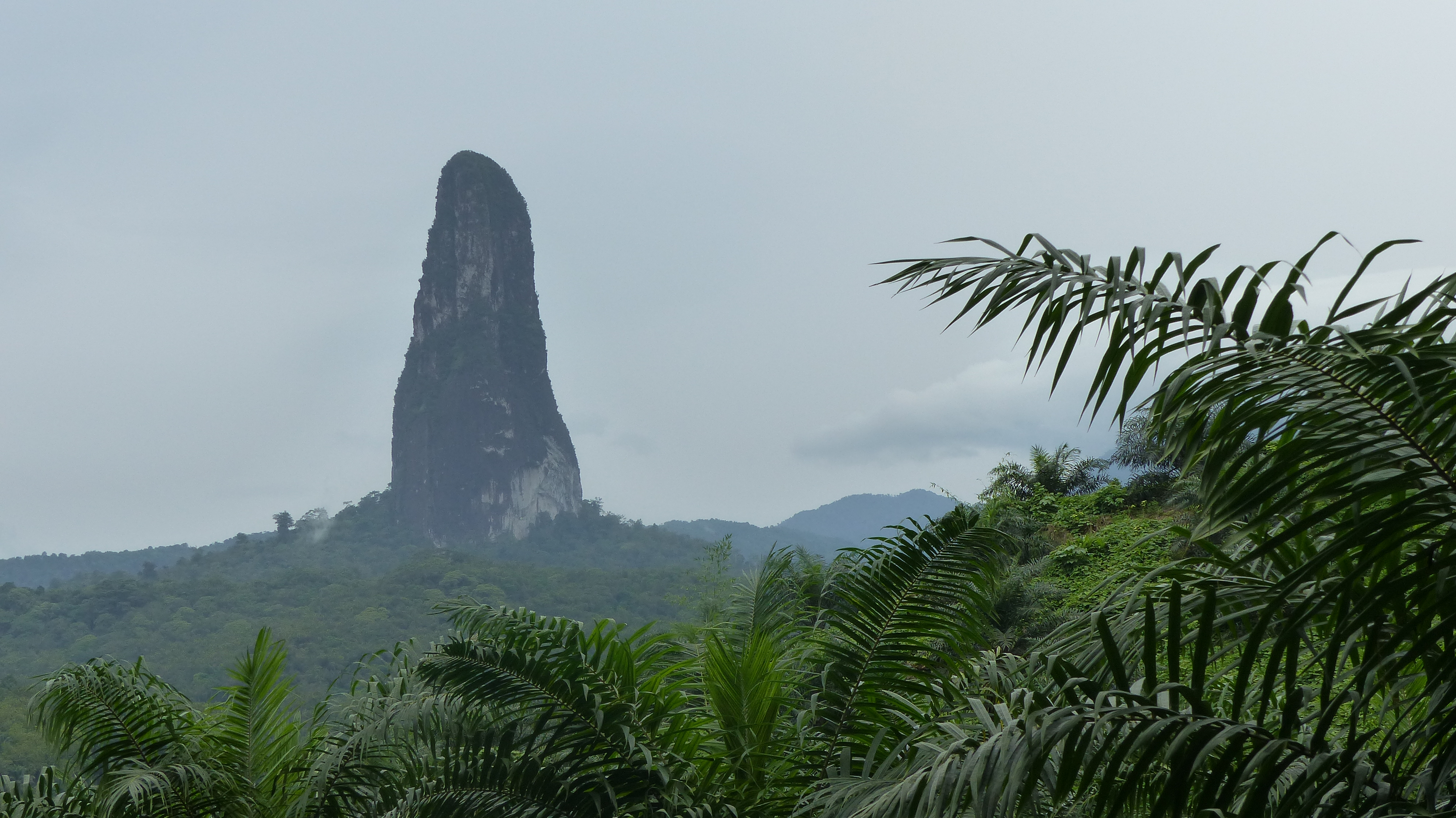
Fågeln förekommer endast på ön São Tomé i Guineabukten.

Corythornis thomensis, "sãotomékungsfiskare", är en fågel i familjen kungsfiskare inom ordningen praktfåglar. Den betraktas oftast som underart till malakitkungsfiskare (Corythornis cristatus), men urskiljs sedan 2014 av IUCN och Birdlife International som egen art. Den kategoriseras av IUCN som nära hotad. Arten förekommer enbart på ön São Tomé i Guineabukten.